# Youssouf Oumarou
Youssouf Oumarou, né le 16 février 1993 à Niamey, est un footballeur international nigérien jouant au poste de milieu de terrain au sein d' Al-Karma SC.

## Biographie

### En club
En 2021, l'international nigérien signe avec l'union sportive monastirienne.

### En équipe nationale
Oumarou fait ses débuts internationaux pour l'équipe du Niger le 13 novembre 2015 lors d'un match amical contre le Nigeria avec à la clé une défaite 2-0.
Le 16 octobre 2018, il marque son premier but pour le Niger contre la Tunisie, lors d'une défaite 2-1 en qualification pour la Coupe d'Afrique des nations 2019.

## Palmarès

### En club
US Monastir
- Supercoupe de Tunisie : 2021[4]

Stade Tunisien
- Coupe de Tunisie : 2024